# ОПОЯЗ
ОПОЯ́З  (сокращение от общество изучения поэтического языка или общество изучения теории поэтического языка) —  существовавшее с 1916 по 1925 годы научное объединение российских теоретиков и историков литературы, лингвистов, стиховедов — представителей так называемой «формальной школы». Сама «формальная школа» просуществовала до начала 1930-х годов, оказав значительное влияние на теоретическое литературоведение и семиотику.
ОПОЯЗ как полуформальный научный кружок был создан около 1916 года (неформальный характер не позволяет указать точную дату) группой теоретиков и историков литературы (В. Б. Шкловский, Б. М. Эйхенбаум, Ю. Н. Тынянов), лингвистов (Р. О. Якобсон, Е. Д. Поливанов, Л. П. Якубинский), стиховедов (С. И. Бернштейн, О. М. Брик). На раннем этапе ОПОЯЗ ориентировался на творчество футуристов, особенно Маяковского; позднее некоторые ОПОЯЗовцы входили в ЛЕФ, руководимый Маяковским.
В различное время в работе ОПОЯЗа принимали участие или были к нему близки также А. Л. Векслер, Б. А. Ларин, В. Пяст, Л. Я. Гинзбург, Е. Г. Полонская, А. И. Пиотровский, М. Л. Слонимский, В. М. Жирмунский, Л. В. Щерба, Б. В. Казанский, В. Р. Ховин, В. Г. Корди, Б. В. Томашевский и др. ОПОЯЗ публиковало «Сборники по теории поэтического языка» (выпуски 1-2, 1916—1917; выпуск 3 — «Поэтика», 1919; выпуски 4-6, 1921—1923).